# 호즈미 야쓰카
호즈미 야쓰카(일본어: 穂積 八束: 안세이 7년 음력 2월 28일(1860년 3월 20일) ~ 1912년 10월 5일)는 일본의 법학자다. 동경제국대학 법과대학장, 귀족원 의원, 법전조사회 조정위원을 역임했다. 조카는 호즈미 시게토(둘째 형 남작 호즈미 노부시게의 장남).
민법전 논쟁 때 발표한 논문 『민법이 나와서 충효가 망함』(民法出デテ忠孝亡ブ)으로 매우 유명해졌다. 일본법률학교(오늘날의 일본대학) 설립에도 참여했다.
미노베 다쓰키치 등이 주장한 천황기관설에 반대하여 천황주권설을 제창했다.